# Boz Scaggs (álbum)
Boz Scaggs es el álbum homónimo del músico estadounidense Boz Scaggs, y segundo de estudio de su carrera, lanzado en agosto de 1969. A pesar de ser un álbum de un artista country, el álbum abarca distintos géneros como blue-eyed-soul, R&B y americana.
En el 2012 el álbum estuvo posicionado en el puesto 496 de los 500 mejores álbumes de la revista Rolling Stone.